# Stary człowiek i morze (film 1990)
Stary człowiek i morze (ang. The Old Man and the Sea) – brytyjski telewizyjny film dramatyczny z 1990 roku. Adaptacja powieści Ernesta Hemingwaya o tym samym tytule.

## Treść
Treścią filmu są losy starego rybaka Santiago, który niegdyś był najlepszym rybakiem w osadzie. Jednak od wielu dni nie ma szczęścia i jego sieci są puste. Sąsiedzi uważają, że jest już za stary na pracę, a jego córka radzi mu skończyć z łowieniem i zamieszkać z nią w Hawanie. Jednak Santiago nie zamierza się poddać. Pragnie udowodnić wszystkim, że są w błędzie, uważając, że jest za stary i nie nadaje się do pracy na morzu...

## Główne role
- Anthony Quinn - Santiago
- Francesco Quinn - Młody Santiago
- Patricia Clarkson - Mary Pruitt
- Gary Cole - Tom Pruitt
- Joe Santos - Lopez
- Valentina Quinn - Angela
- Sully Diaz - Maria